# François-Joseph Grille
Pour les articles homonymes, voir Grille.
François-Joseph Grille, est né à Angers en 1782, mort en 1853, est un homme de lettres, journaliste et homme politique français du XIXe siècle.

## Biographie
Fils de F. Grille, négociant drapier et de Madeleine-Marthe Fillon du Pin, neveu de Toussaint Grille (1766-1850) qui fut directeur de la bibliothèque municipale d'Angers en 1805.
Il fut élève du cours des Belles-Lettres, une fois ses études achevées vers 1800, il voyage pour le compte de son père à travers la France et travaillera dans une maison de commerce d'Anvers, puis il s'engage dans l'armée napoléonienne « davantage pour assouvir son goût des voyages que pour se battre » .
De 1807 à 1830, Il occupe plusieurs emplois au sein du ministère de l'Intérieur. En 1814, il est nommé chef de la 3e division, sciences et beaux-arts de ce ministère. En 1838, Il est bibliothécaire de la ville d'Angers.
Pendant la Révolution française de 1848, il est nommé commissaire du gouvernement provisoire, et préfet de la Vendée le 30 mars 1848, démis de ses fonctions en octobre.

## Œuvre de Grille
François-Joseph Grille a écrit sous son nom, en utilisant l'anonymat et aussi de nombreux pseudonymes, entre autres Malvoisine et Hélyon Champ-Charles, il rédige de nombreux épîtres.
Il publie en 1840, L'émigration Angevine, un recueil de documents rares sur les familles et gentilshommes de l'Anjou, pendant l'émigration Française, rédigé par un médecin d'émigrés, le manuscrit fut acquis par son oncle Toussaint Grille, le bibliothécaire d'Angers et confié en 1833 au préfet Gauja.

## Publications
- Épître à M. Quérard, Paris : Ledoyen, 1853[9].
- Description du département du Nord, 1825-1830[10]

- Introduction aux mémoires sur la Révolution française, ou, Tableau comparatif des mandats et pouvoirs donnés par les provinces à leurs députés aux états-généraux de 1789, Volume 2[11]

- Le bric-à-brac : avec son catalogue raisonné, 1853
- L'émigration Angevine, Cosnier et Lachèse, Bibliothèque des archives de Maine-et-Loire, Cote BIB 527, 1840
- La Fleur des pois : Carnot et Robespierre, amis et ennemis, capilotade historique, poétique, drolatique, dédiée aux bouquinistes[12]
- Miettes littéraires, biographiques et morales, livrées au public, avec des explications. 1853[13]
- La Vendée en 1793, Paris, Chamerot, 1851-52[14]